# Ібрагім Сорі II
Ібрагім Сорі II Донголфела (д/н — 1890) — 12-й альмамі імамату Фута-Джаллон в 1880—1890 році.

## Життєпис
Походив з клану Сорійя. За правління брата — альмамі Умару Сорі — очолював військові кампанії. 1868 року після смерті останнього стає новим альмамі. Втім 1870 року був повалений родичем Ібрагім Сорі Даара. після загибелі того 1871 року вдруге стає альмамі. 
Рушив проти руху мусульман хуббус, проте не досяг вирішального успіху. разом зтим не зміг перешкодити зростанню самостійності Ібрагіма, улама Лабе, що також прийняв титул альфа. У 1873 році проти Ібрагіма Сорі II повстав Альфа Ахмаду Даара, який 1875 року здобув перемогу.
Знову Ібрагім Сорі прийшов до влади 1880 року Спрямував зусилля на закріплення трону за своїм кланом. Водночас у зовнішній політиці орієнтувався на союз з Францією. 1881 року уклав угоду з губернаторством Французької Гвінеї, надавши широкі права французькім комерсантам.
1882 року відмовився залишати трон в порушення традиції, за якої альмамі перебував при владі 2 роки. Це спричинило повстання знаті на чолі із кланом Альфайя. Втім Ібрагім Сорі II завдав супротивникам низки поразки, змусивши визнати його владу. Також скористався боротьбою за владу між спадкоємцями Ібрагіма, альфи Лабе, знову приборкавши цю діване (провінцію).
разом з тим загроза з боку руху хуббус все ще залишалася значною 1883 року альмамі звернувся до Саморі, фаами Васулу, спільно  зяким завдав поразки хуббу, захопивши їх столицю-фортецю Бокетто. Вцілілі хуббу втекли до Ндами та Гомби, де вони створили нові центри опору.
1884 року долучився до антифранцузької коаліції Волоф, тукулерів і Васулу. 1885 року повстала знать висунула претендентом його брата Абдаллає, але той невдовзі зазнав поразки, був схоплений і страчений. 1887 року оголосив своїм спадкоємцем родича, можливо сина чи небожа, Альфа Мамаду Пате, який успадкував трон після смерті Ібрагіма Сорі 1890 року.